# Вальф
Вальф (фр. Valff) — коммуна на северо-востоке Франции в регионе Гранд-Эст (бывший Эльзас — Шампань — Арденны — Лотарингия), департамент Нижний Рейн, округ Селеста-Эрстен, кантон Оберне.
Площадь коммуны — 10,91 км², население — 1342 человека (2006) с тенденцией к стабилизации: 1227 человек (2013), плотность населения — 112,5 чел/км².

## Население
Население коммуны в 2011 году составляло 1210 человек, в 2012 году — 1226 человек, а в 2013-м — 1227 человек.
| 1962 | 1968 | 1975 | 1982 | 1990 | 1999 | 2006 | 2008 | 2011 | 2012 | 2013 |
| ---- | ---- | ---- | ---- | ---- | ---- | ---- | ---- | ---- | ---- | ---- |
| 1011 | 1081 | 1121 | 1173 | 1234 | 1281 | 1342 | 1342 | 1210 | 1226 | 1227 |

Динамика населения:

## Экономика
В 2010 году из 843 человек трудоспособного возраста (от 15 до 64 лет) 626 были экономически активными, 217 — неактивными (показатель активности 74,3 %, в 1999 году — 72,2 %). Из 626 активных трудоспособных жителей работали 597 человек (317 мужчин и 280 женщин), 29 числились безработными (17 мужчин и 12 женщин). Среди 217 трудоспособных неактивных граждан 64 были учениками либо студентами, 104 — пенсионерами, а ещё 49 — были неактивны в силу других причин.

## Достопримечательности (фотогалерея)

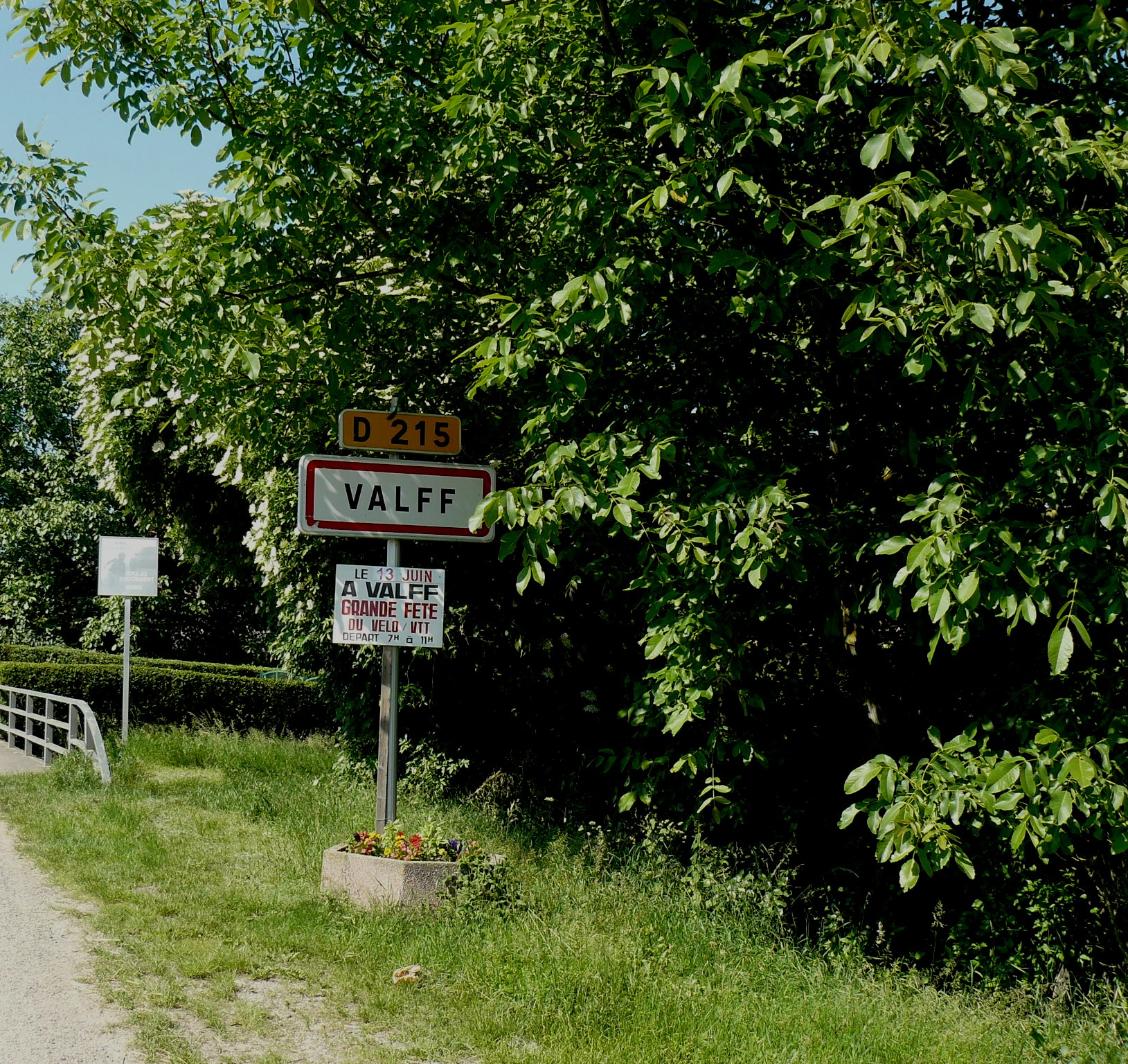
На въезде в коммуну
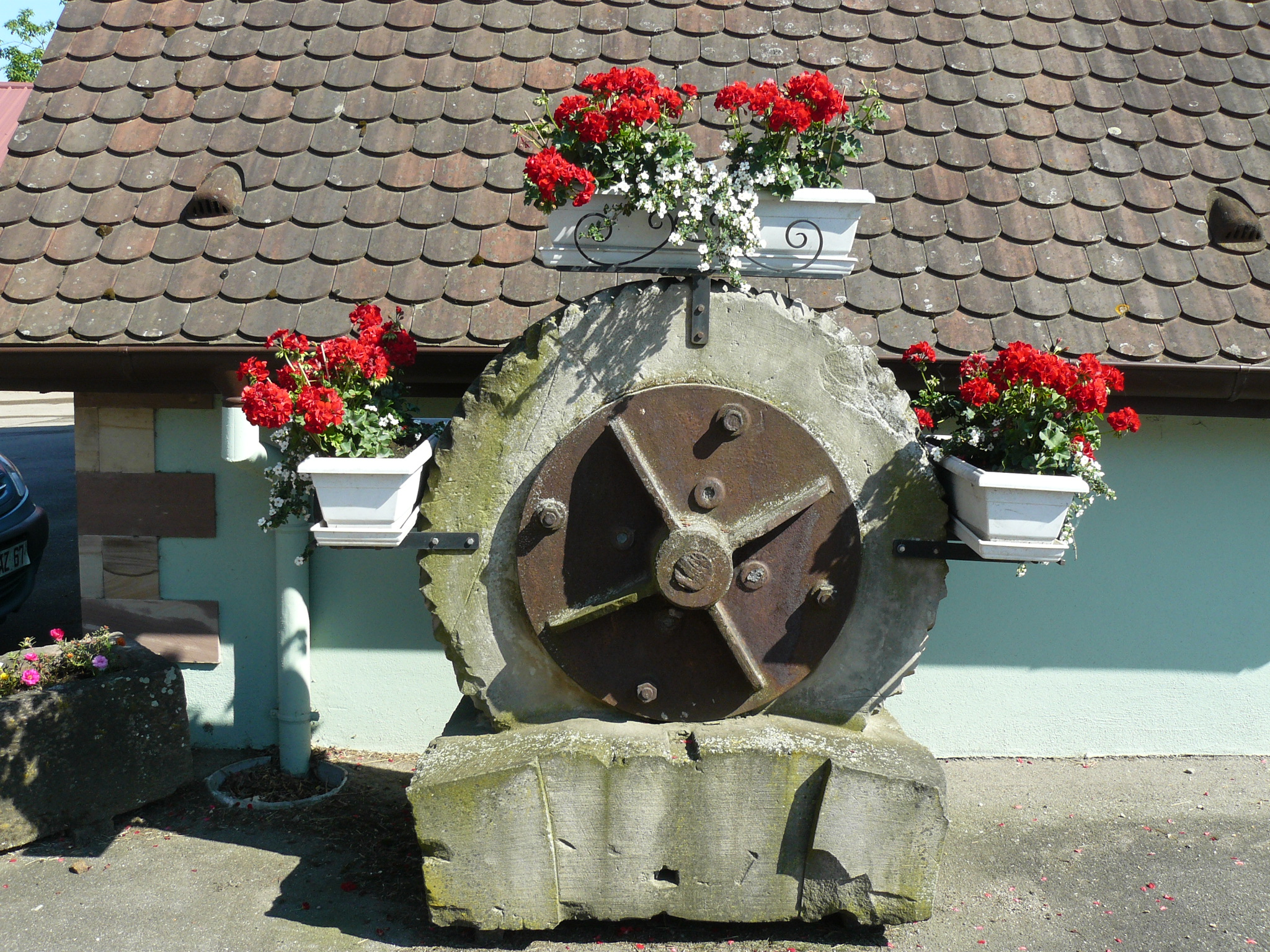
Памятник старому колесу
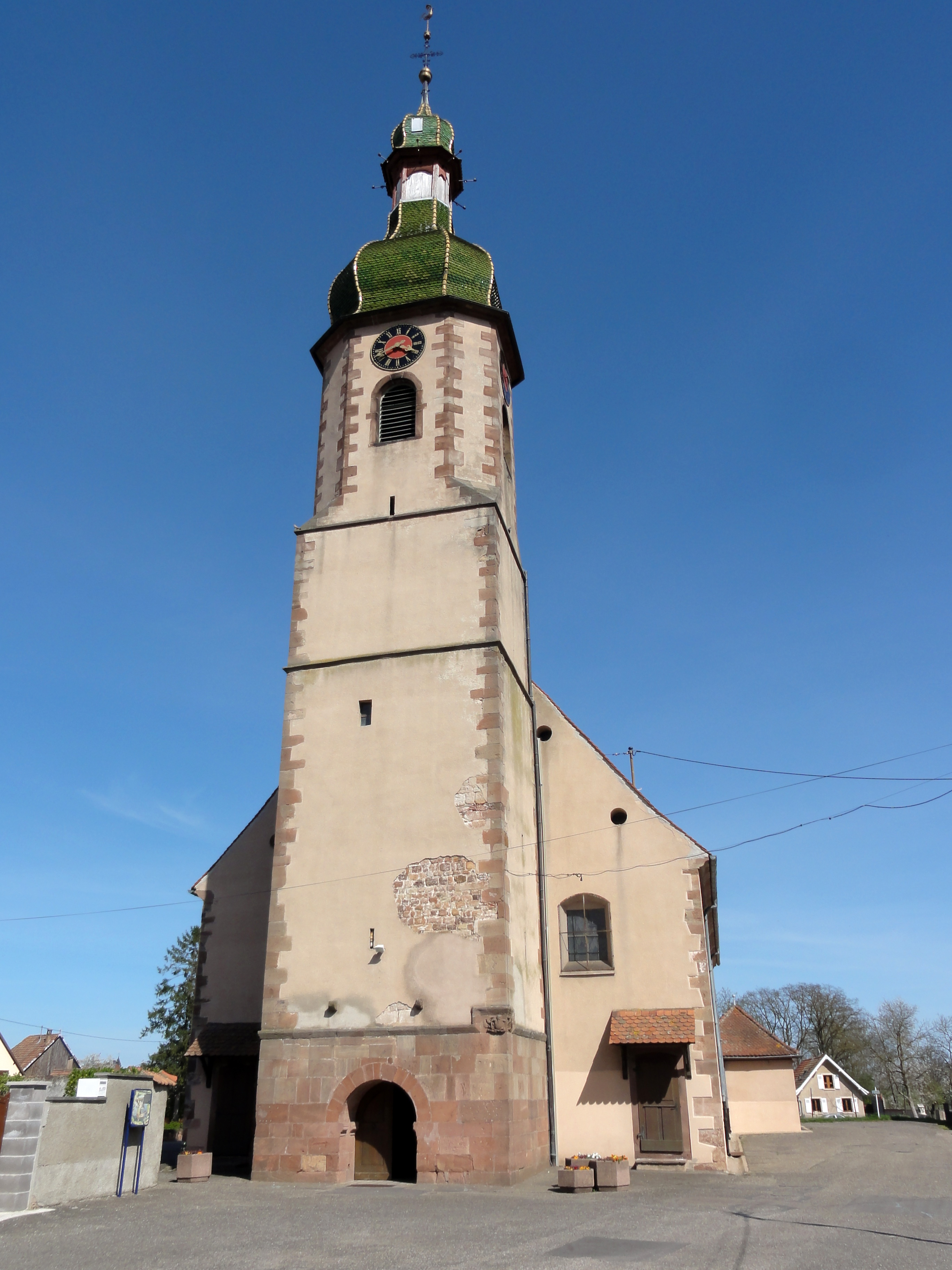
Церковь Сен-Блез
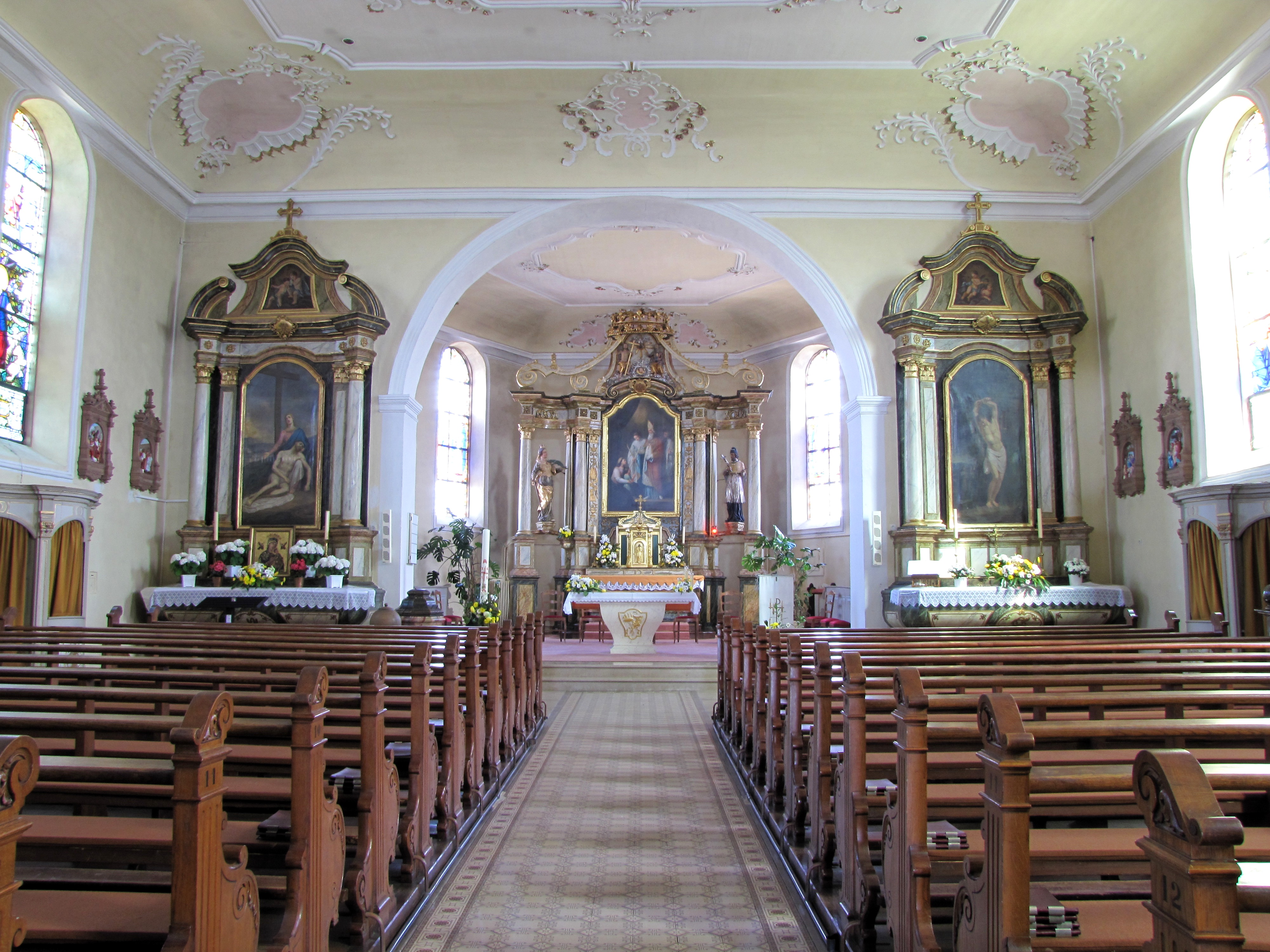
Интерьер, вид на алтарь
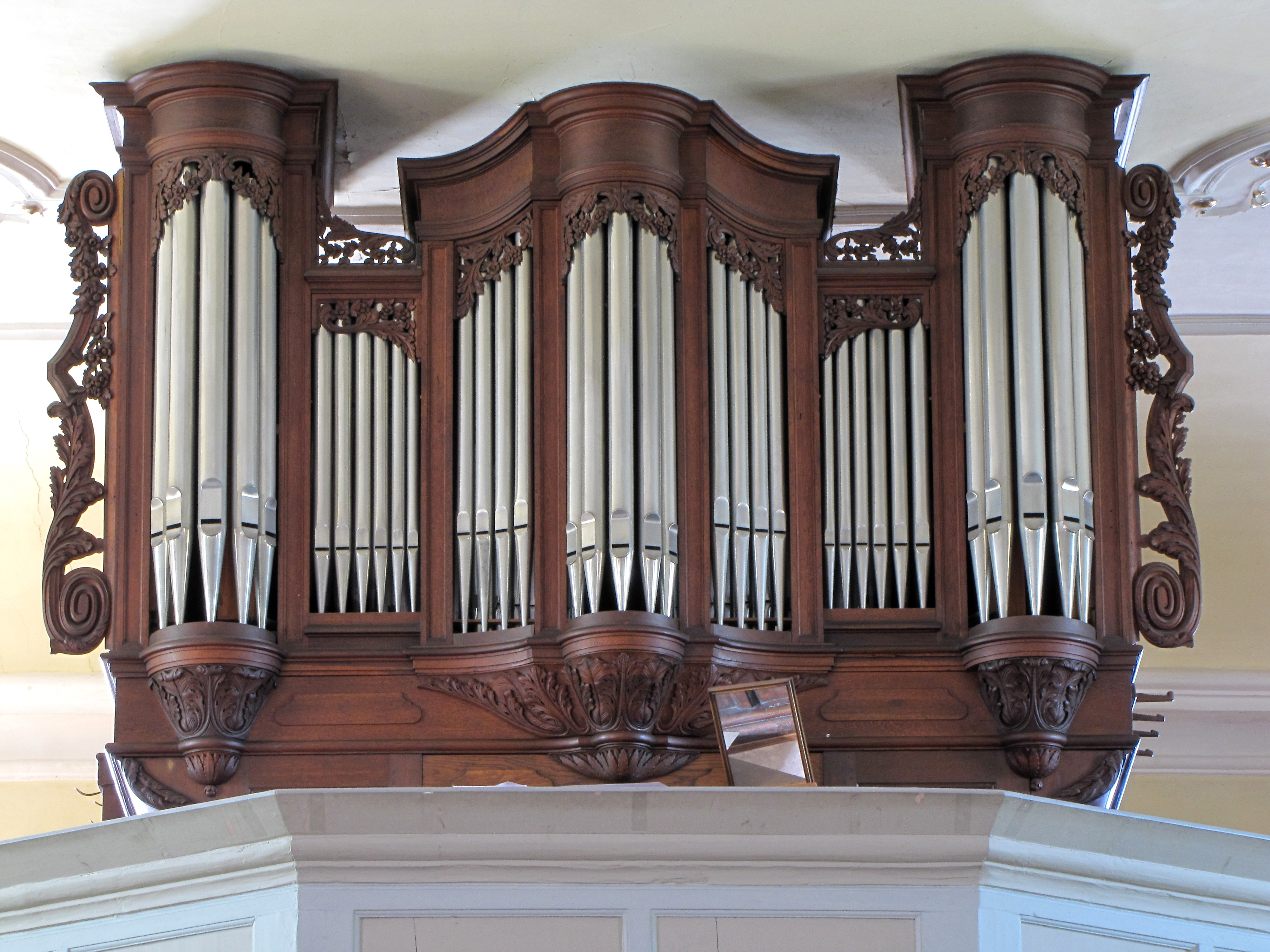
Орган
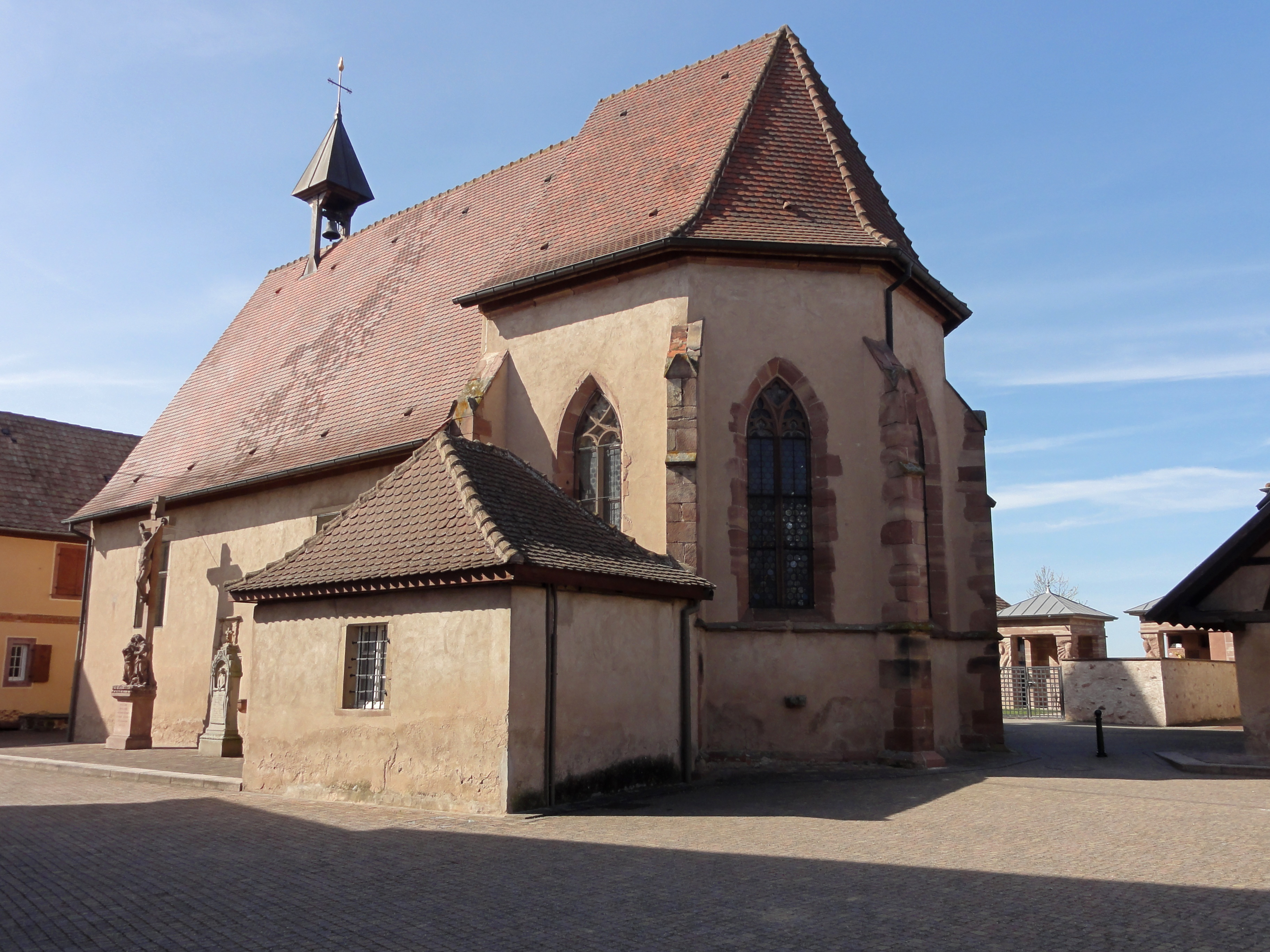
Церковь Святой Маргариты
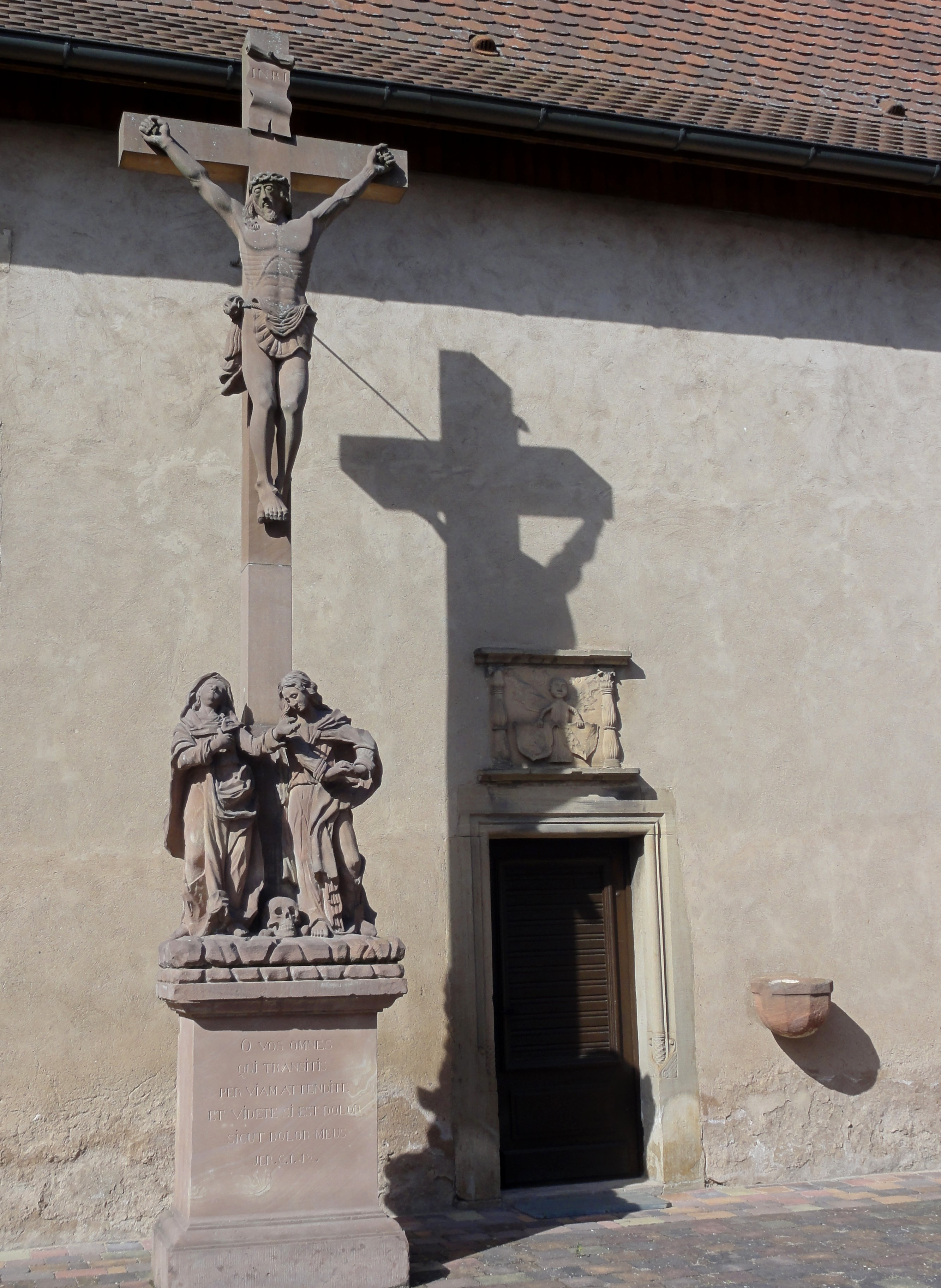
Распятие возле церкви Святой Маргариты